# Хулюмпауль-Хулюмтоип
Хулюмпауль-Хулюмтоип (устар. Хулюм-Пауль-Хулюм-Тоип) — река в Советском районе Ханты-Мансийского автономного округа. Устье реки находится на 12-м км правого берега реки Хулюмпауль-Хулюм. Длина реки составляет 20 км.

## Данные водного реестра
По данным государственного водного реестра России относится к Нижнеобскому бассейновому округу, водохозяйственный участок реки — Северная Сосьва, речной подбассейн реки — Северная Сосьва. Речной бассейн реки — (Нижняя) Обь от впадения Иртыша.